# Grauwe schimmel

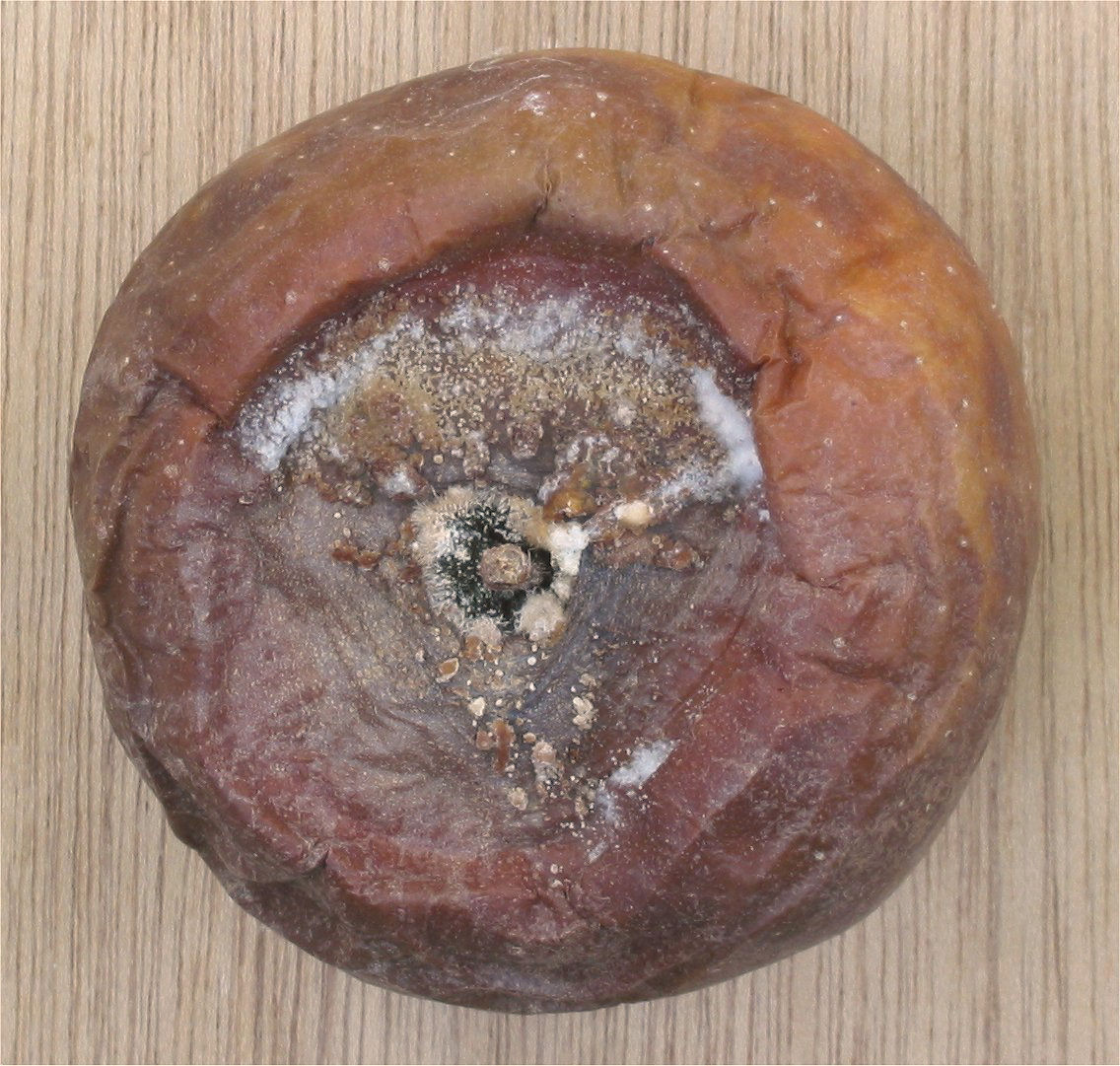
Botrytis-rot op Goudreinet

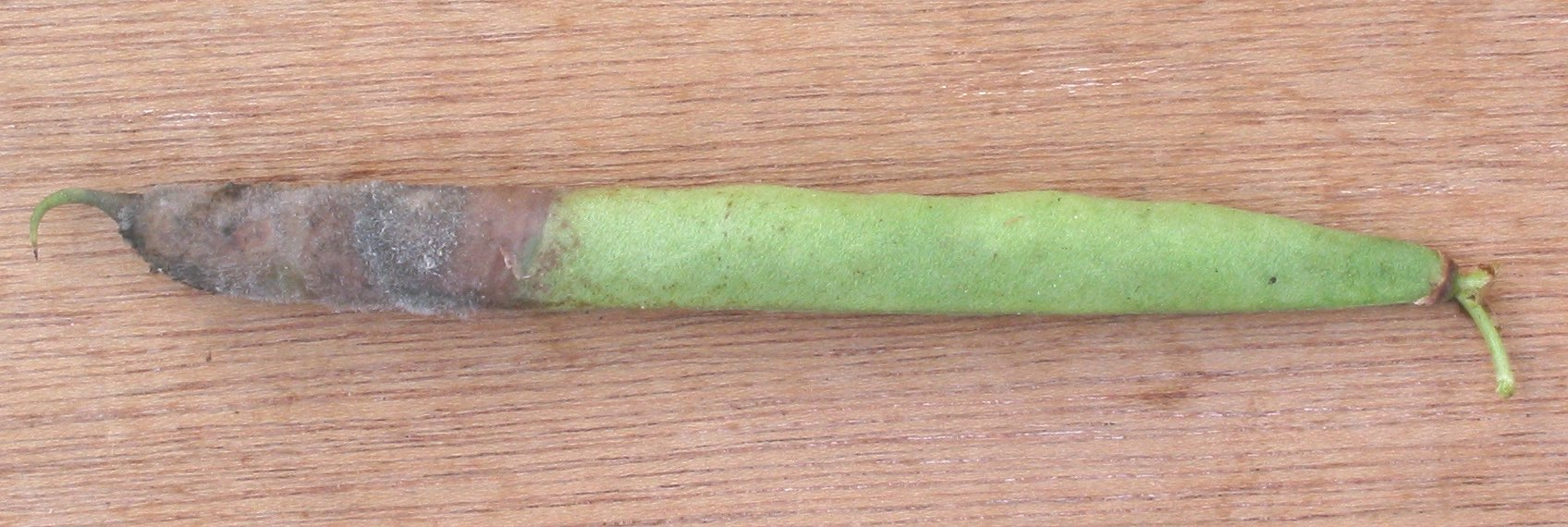
Grauwe schimmel bij stamboon

De grauwe schimmel  (Botrytis cinerea) of Botrytis-rot is een parasiet en kan zowel kiemplanten als alle delen (blad, bloemdelen, stengel, vrucht) van planten aantasten. Bij een hoge luchtvochtigheid of een nat gewas vindt de aantasting via kleine wondjes of afgevallen bloempjes plaats en groeit de schimmel verder op afstervend en dood plantmateriaal. Van hier uit kan het ook levend materiaal aantasten. Soms wordt de aantasting pas veel later zichtbaar. Zo vindt de aantasting bij aardbei plaats tijdens de bloei, maar komt pas tot uiting op de vrucht.
Grauwe schimmel komt op zeer veel plantensoorten voor.
Op de aangetaste delen ontwikkelen zich eerst bruine vlekken waarop later een grijs schimmelpluis gevormd wordt.
De gegeven namen voor de aantasting verschillen afhankelijk van het gewas en het deel van de plant dat wordt aangetast. Vaak heet de aantasting Grauwe schimmel, maar de aantasting kan ook andere namen hebben. Zo heet de aantasting
- kiemplanteziekte bij kiemplanten
- voetziekte bij erwt, peul
- smet en smeul bij sla, andijvie, koolrabi, Chinese kool
- vruchtrot bij aardbei
- rot bij boon, aardbei

## Mycovirussen bij grauwe schimmel
In grauwe schimmel kunnen verschillende mycovirussen voorkomen (zie tabel).
Een infectie met een mycovirus kan zonder symptomen verlopen, maar ook kan het mycelium trager of afwijkend gaan groeien of kunnen er minder sporen of sclerotia gevormd worden en kan de schimmel minder virulent worden.

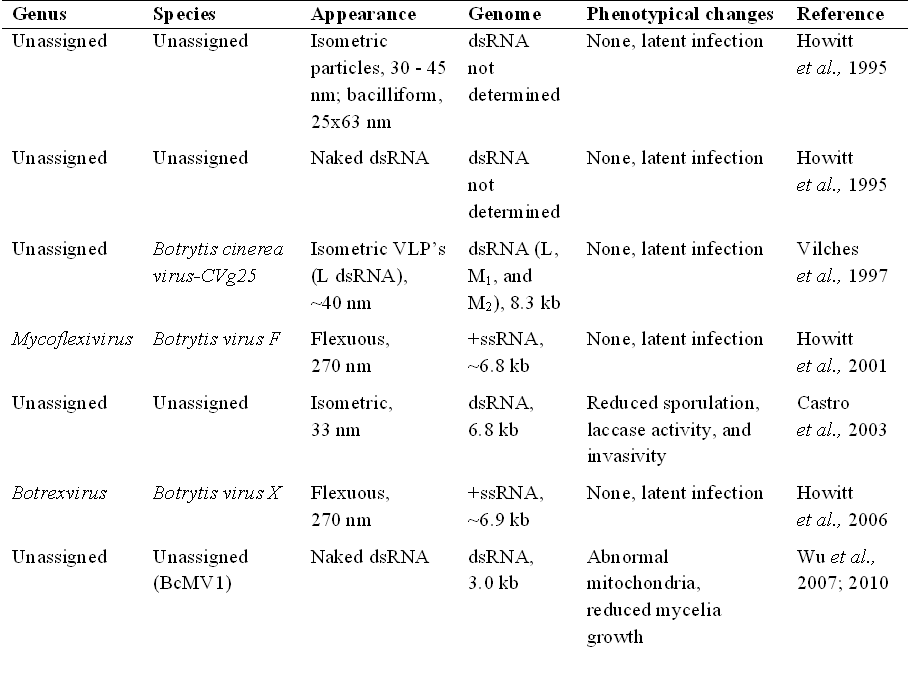
Mycovirussen bij grauwe schimmel

## Wijnbouw

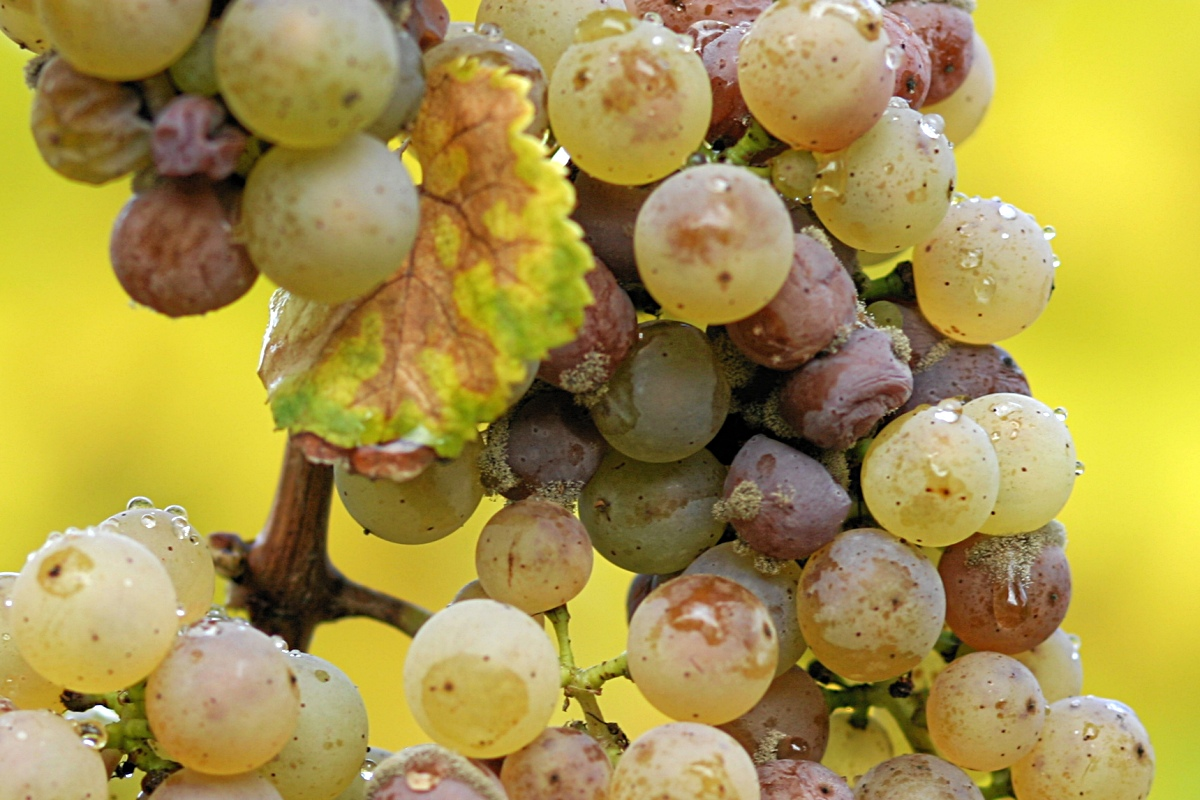
Edelfäule

In de wijnbouw is de grauwe schimmel ook belangrijk zowel in positieve als negatieve zin. 

Aantasting van jonge vruchten geeft ernstige schade door vruchtval, maar een aantasting van rijpe druiven in een warme herfst kan zeer positief uitwerken doordat de schil doorlaatbaar wordt en zo de druif meer water verdampt. Hierdoor stijgen het suikergehalte en de smaak- en aromastoffen. In dat geval spreekt men van edele rotting. De Duitsers noemen het 'Edelfäule' (edele verwelking) en de Fransen 'pourriture noble' (nobele rotting).

## Groeicyclus

### Conidiën
De schimmelsporen (conidia) dringen onder vochtige omstandigheden plantendelen binnen via wondjes, bloemblaadjes van uitgebloeide bloemen, kroonbladeren, bladpunten en stengeltjes van kiemplantjes. Het aangetaste weefsel wordt zacht en gaat rotten. Hierop worden sporendragers (conidioforen) gevormd, die weer nieuwe sporen vormen. Deze sporen kunnen voor nieuwe aantastingen zorgen.

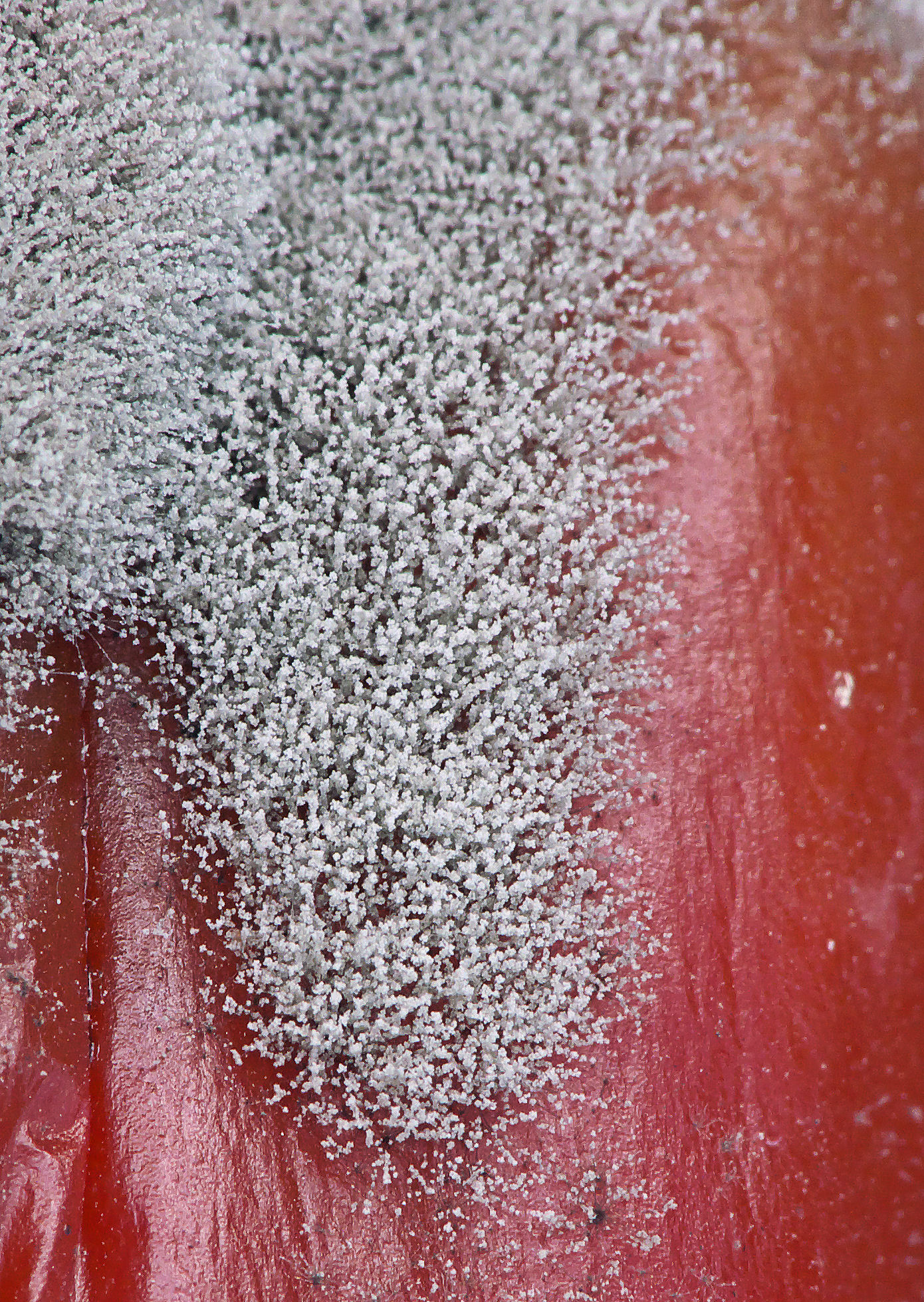
Sporendragers grauwe schimmel op paprika
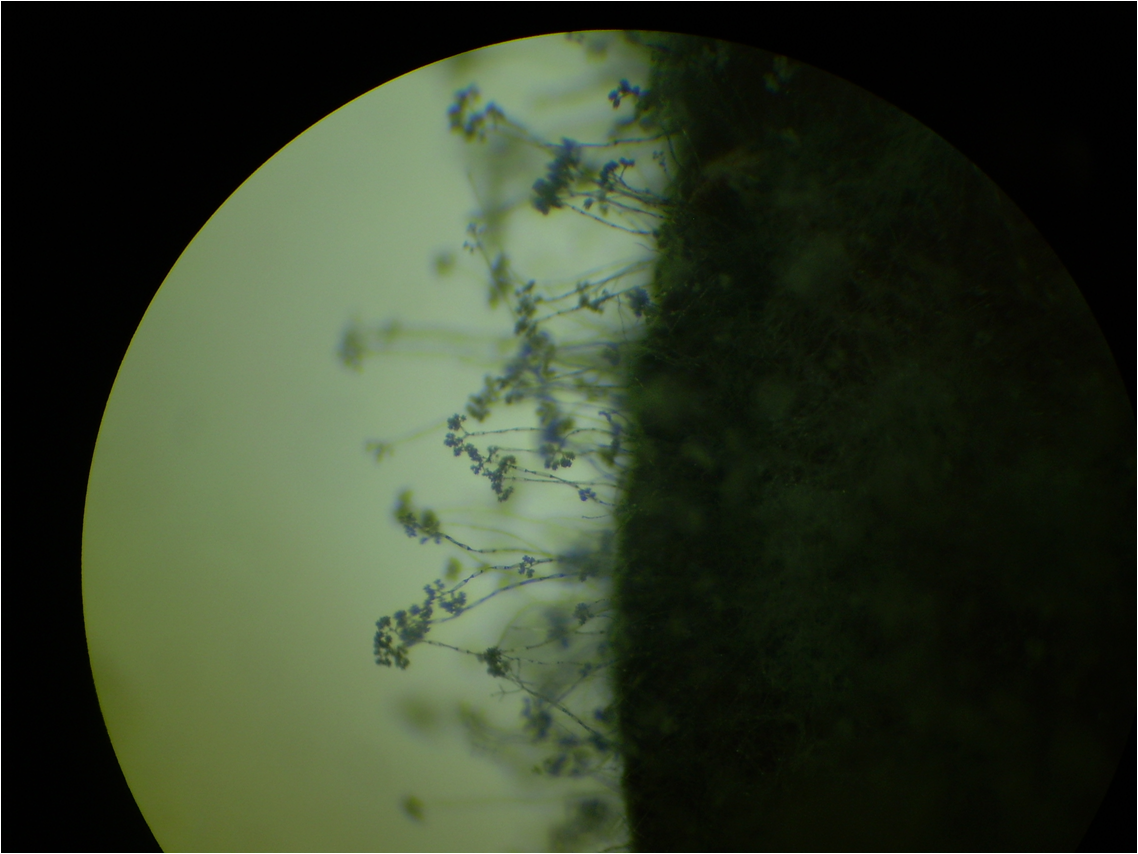
Sporendragers van de grauwe schimmel op druif

### Sclerotium
De schimmel kan ook voor overwintering en overleving in slechte tijden een sclerotium vormen dat bestaat uit zeer dicht op elkaar gepakte schimmeldraden. Deze sclerotiën overleven op dood plantmateriaal of los in de grond. Na de winter vormt het sclerotium schimmeldraden, waarop sporendragers ontstaan, die weer sporen vormen.